# Fabien Patanchon
Fabien Patanchon (født 15. juni 1983) er en fransk tidligere professionel cykelrytter.